# Saint-pol-de-léoni csata
A saint-pol-de-léoni csatát az angolok és a franciák vívták a százéves háborúban, 1346. június 9-én Bretagne-ban. A jóval kisebb angol sereg súlyos vereséget mért ellenfelére.

## Előzmények
1346 tavaszán a francia udvar támogatásával Blois-i Károly breton herceg sereget gyűjtött, hogy megverje a hercegségben állomásozó kis létszámú angol angol hadat és helyi szövetségeseit. Hadserege vazallusaiból, Bretagne északi és keleti arisztokratáiból, azok bérlőiből, fríz, burgundiai, savoyai és genovai zsoldosokból, valamint a Languedocból átvezényelt gyalogosokból állt.
A herceg azt tervezte, hogy csapatai megostromolják a három angol erősséget, Brest kikötővárost, La-Roche-Derrient és Lesnevent, majd megtisztítják a parti sávot az angoloktól. Az angolok hosszabb ideje nem kaptak komoly utánpótlást, és csak néhány száz katonára számíthattak. A hírek hallatára a szövetséges breton urak is kezdtek elpártolni tőlük.

## Az ütközet
Thomas Dagworth parancsnok egy nyolcvan lovagból és száz íjászból álló csapattal felderítésre indult, amikor 1346. június 9-én, kevéssel hajnal után beleütközött Károly herceg csapataiba, Saint-Pol-de-Léon közelében. A franciák túlerőben voltak, és harcra kényszerítették az angolokat, akik egy domb tetején beásták magukat. Az angolokat a franciák három oldalról körbevették, majd gyalogosan támadták. Az angolok, elsősorban a hosszúíjászoknak köszönhetően, minden rohamot visszavertek. Az utolsó, kora esti támadást Károly herceg vezette, de az is elbukott. A franciák kénytelenek voltak visszavonulni, és halottaikat, sebesültjeiket hátrahagyni. A csatát valamennyi angol lovag túlélte, igaz, mindannyian megsebesültek.